# Pinguin
Pinguin var en tysk hjälpkryssare (Hilfskreuzer) som användes för att attackera allierad handelssjöfart under andra världskriget. Pinguin benämndes i Kriegsmarine också som Schiff 33 och HSK 5. Fartyget var den mest framgångsrika hjälpkryssaren under kriget och var känd för brittiska Royal Navy som Raider F. Namnet Pinguin betyder pingvin på tyska.

## Tidig historia
Lastfartyget Kandelfels byggdes 1936 av AG Weser och ägdes och drevs av Hansa Linjen i Bremen. Vintern 1939/40 rekvirerades hon av Kriegsmarine (KM) och byggdes om till ett krigsfartyg av DeSchiMAG i Bremen. Hennes huvudbestyckning hämtades från det föråldrade slagskeppet Schlesien.

## Tjänstgöring som hjälpkryssare
Pinguin ingick i den första vågen av hjälpkryssare som skickades ut av Kriegsmarine och seglade den 15 juni 1940 under befäl av kapten Ernst-Felix Krüder.
Pinguin smög sig genom Danmarksundet och lyckades ta sig till sitt kommande jaktområde i Antarktiska oceanen. Under 10½ månader till sjöss sänkte eller kapade hon 28 fartyg på totalt 136 000 ton (BRT).
Hennes mest framgångsrika aktion hände den 14 januari 1941 då fartyget erövrade större delen av den norska valfångstflottan i Antarktis, totalt tre fabriksfartyg och 11 valfångstfartyg. Dessa skickades tillbaka till Europa och anlände till Bordeaux i det ockuperade Frankrike i mars 1941. Ett av valfångstfartygen behölls som en extra hjälpkryssare och döptes om till Adjutant.
Adjutant fortsatte med att lägga ut minor omkring Nya Zeeland.

## Sänkning
Den 8 maj 1941 sänktes Pinguin i en strid med den brittiska tunga kryssaren HMS Cornwall. Hon var den första tyska hjälpkryssaren som sänktes under kriget. 532 liv, bland dem 200 fångar, förlorades när Pinguin sprängdes när de minor som förvarades ombord träffades och exploderade. Cornwall räddade 60 besättningsmedlemmar och 22 fångar som ursprungligen var besättningar på de 28 handelsfartyg som Pinguin antingen hade sänkt eller erövrat.